# Jakob Bürgler
Jakob Bürgler (ur. 13 sierpnia 1967 w Lienzu) – austriacki duchowny rzymskokatolicki, teolog, wikariusz biskupi diecezji Innsbrucku.

## Życiorys
Urodził się w 1967 w Lienzu, gdzie spędził dzieciństwo i wczesną młodość. Ukończył tam kolejno szkołę podstawową oraz miejscowe gimnazjum. Po zdaniu egzaminu maturalnego w 1985 podjął studia teologiczne na uniwersytecie w Innsbrucku, które ukończył w 1994. W tym samym roku w katedrze św. Jakuba w Innsbrucku otrzymał święcenia kapłańskie z rąk biskupa Reinholda Stechera.
Następnie przez dwa lata pracował jako wikariusz przy parafii św. Mikołaja w Hall in Tirol, a od 1996 do 2005 proboszcz w parafii św. Marcina w Wängle oraz moderator parafii w Lechaschau. 1 września 2005 został wikariuszem generalnym diecezji Innsbrucku, zastępując na tym stanowisku księdza Ernsta Jägera. Po przeniesieniu bpa Manfreda Scheuera z diecezji Innsbruck do diecezji Linzu, został wybrany administratorem diecezjalnym, który to urząd pełnił do czasu powołania nowego ordynariusza, Hermanna Glettelera. Przez nowego zwierzchnika został mianowany wikariuszem biskupim ds. misji duszpasterskiej.
Jego starszym bratem jest Bernhard Bürgler, prowincjał prowincji środkowoeuropejskiej jezuitów.